# Янг, Стиви
Стивен Кроуфорд «Стиви» Янг (англ. Stephen Crawford Young Jr., род. 11 декабря 1956, Глазго, Шотландия) — шотландский музыкант, ритм-гитарист австралийской рок-группы AC/DC. Официально присоединился к группе в мае 2014 года, заменив своего дядю Малькольма Янга, который вынужден был покинуть коллектив из-за болезни. Ранее Стиви подменял Малькольма во время тура Blow Up Your Video в 1988 году, когда тот лечился от алкогольной зависимости.
Племянник Малькольма, Ангуса, Джорджа и Алекса Янгов; сын их старшего брата Стивена Янга (1933—1989). Как и большинство членов семьи Янг, эмигрировал в Австралию в 1963 году, но затем в начале 1970-х, вернулся в Бирмингем.

## Карьера
Стиви играл в разных командах, таких как The Stabbers, Prowler и Tantrum, сформированных в Шотландии в городе Хоик, однако все эти группы оставались в тени вплоть до 1980 года. В том же 1980 Стиви собирает новую группу под названием Starfighters, но и «Истребители» не приказали долго жить. Группа распадается, записав при этом 2 неплохих альбома: одноимённый Starfighters, записанный в 1981 году, и In Flight Movie в 1983 году. Starfighters также разогревали AC/DC во время их тура к Back in Black в 1980 году. Реюнион группы в 1987 году не спас ситуацию, и Стиви вновь собирает новую группу Little Big Horn в 1989, чьи демо записи были спродюсированы Малькольмом Янгом из AC/DC. Вскоре группа распадается из-за отсутствия контракта на запись. Среди прочих проектов Стиви Янга, была группа Uprising, сформированная в начале 1990-х годов, но и они распались, ничего при этом не записав. Примечательно то, что у Гарри Ванды была группа Starfighters ещё до его переезда в Австралию (1962).

## AC/DC
Стиви на год моложе Ангуса, и на 3 года моложе Малькольма. Будучи подростками, они играли вместе на гитарах и учились в одной школе. Ещё с самого начала карьеры AC/DC, Стиви, на пару со своим братом Фрейзером, сопровождали группу во время разных турне. Так, во время тура Highway to Hell в 1979 году, Стиви, на пару с Малькольмом и Ангусом были сфотографированы за кулисами стадиона Уэмбли.
В 1988 году, когда AC/DC выступали в поддержку альбома Blow Up Your Video, который начался 3 мая 1988 года, Стиви заменил Малькольма Янга, у которого были серьёзные проблемы с алкогольной зависимостью. Многие фанаты не заметили подмены Малькольма, потому что Стиви удивительно похож на него. Преодолев свои проблемы, Малькольм вернулся в группу и оставался на месте ритм-гитариста до 2010 года, пока не вышел на пенсию по состоянию здоровья.
В июле 2014 года Брайан Джонсон подтвердил участие Стиви в записи предпоследнего на данный момент альбома AC/DC — Rock or Bust, и он вновь заменил больного дядю Малькольма. В сентябре того же 2014 года было официально подтверждено, что Стиви заменит Малькольма на постоянной основе.

## Оборудование
При записи диска Rock or Bust, Стиви использовал оригинальный Gretsch Jet Firebird Малькольма. На выступлениях Стиви использует сильно модифицированный Gretsch Jet Firebird, похожий на тот, которым обычно пользовался Малькольм.
Для тура Rock Or Bust использует усилители Marshall, вкупе с системой динамиков Celestion Creamback Classic.

## Семья
По состоянию на июль 2014 года, сын Стиви (известный как Гус или Гас), играет на гитаре в регги группе из Бирмингема — Young Culture Collective.
Подругу Стиви зовут Хелен. У них ещё двое сыновей: Льюис и Стиви, которые также работают в музыкальной индустрии.

## Дискография

### Starfighters
1. Starfighters (1981)
2. In-Flight Movie (1983)

### AC/DC
1. Rock or Bust (2014)
2. Power Up (2020)